# Brehms Tierleben
Brehms Tierleben er et zoologisk værk af tyskeren Alfred Brehm (1829-1884). På grund af forfatterens livagtige skildringer blev værket meget læst og oversat til mange sprog.
Første udgave hed Illustrirtes Thierleben, og blev udgivet i seks bind fra 1864 til 1869. Anden udgave blev kaldt Brehms Thierleben, og omfattede ti bind, som blev udgivet fra 1876 til 1879. Denne udgave indeholdt mange nye illustrationer, udført af Gustav Mützel og andre. En tredje udgave kom i årene 1890 til 1893. Selv om Brehm var død, kom der fortsat nye udgaver i det tyvende århundrede. De nye udgaver indeholdt ofte lange afsntt om systematik og morfologi, og afveg også på andre måder fra originalen.
På dansk og norsk kaldes værket Dyrenes liv. De nyeste norske udgaver blev bearbejdet af Kristine Bonnevie (1928-29), og Hjalmar Broch (1956).

## Onlineudgaver
- Djurens lif (svensk) 2. udgave af den svenske oversættelse, 4 bind (1882–1888), fra Projekt Runeberg.
- Projekt Gutenberg-DE – Alfred Edmund Brehm Arkiveret 15. december 2003 hos  Wayback Machine (tysk) Med tekst fra Brehms Thierleben og Tiergeschichten.